# Gurban Berdijev
Gurban Bekijevitj Berdijev (turkmeniska: Gurban Bekiýewiç Berdiýew, Gurban Bekijevitj Berdijev; ryska: Курбан Бекиевич Бердыев, Kurban Bekijevitj Berdyjev), född 25 augusti 1952 i Asjchabad, är en turkmenisk fotbollstränare och före detta sovjetisk fotbollsspelare. Han är för närvarande huvudtränare i den kazakiska klubben FK Qajrat. Han är idag den mest prominenta fotbollstränare- och spelaren i Turkmenistan. 
År 2001 skrev Berdijev på ett kontrakt för den ryska klubben Rubin Kazan, som då spelade i andradivisionen. Under sitt första år lyckades han ta klubben upp i Premier League och under sitt debutår i högstaligan förde han klubben till en tredjeplats (år 2003). Han ledde laget i två UEFA-cupsspel (2004 och 2006) och en gång i Intertotocupen (2007). Säsongen 2008 ledde han klubben till sin första ligatitel, och året därpå lyckades han försvara titeln som rysk ligamästare.